# ZDF-Kultnacht
Die ZDF-Kultnacht ist eine Musiksendung des ZDF, die zum ersten Mal am 2. November 2002 ausgestrahlt wurde. Seit 2009 werden neue Episoden meist in der Nacht von Silvester auf Neujahr ausgestrahlt und auch alte Episoden wiederholt.

## Konzept
Jede Episode hat ein eigenes Thema, wie z. B. ein Künstler, eine Band, ein Musikstil, zu den Musiktitel von Sendungen aus dem Archiv des ZDF zusammengestellt werden. Die erste Episode handelte von der schwedischen Popgruppe ABBA, eine der erfolgreichsten Bands der Musikgeschichte. Dort wurde die Karriere vom ersten Auftritt der Gruppe im deutschen Fernsehen vom 6. Januar 1973 in der Sendung Disco bis hin zum letzten Deutschland-Auftritt im Show-Express am 11. November 1982 gezeigt. Auch wurden Episoden zu gewissen Anlässen wie dem 75. Geburtstag von Bandleader James Last oder Sänger Udo Jürgens sowie dem ersten Todestag von Schauspielerin und Chansonsängerin Hildegard Knef gesendet. Hinzu kamen Folgen mit Höhepunkten aus den früheren ZDF-Sendungen Disco, Hitparade, Rockpop, Starparade und Thommys bzw. Peters Pop-Show. Für die Zusammenstellung ist der Redakteur Dirk Quaschnowitz verantwortlich.

## Episodenliste
Bisher wurden 40 Sendungen ausgestrahlt. Die einzelnen Episoden haben eine unterschiedliche Spieldauer von bis zu 180 Minuten. Zumeist sind die Sendungen 120 Minuten lang.
| Nr. | Originaltitel                                                                       | Erstausstrahlung Deutschland |
| --- | ----------------------------------------------------------------------------------- | ---------------------------- |
| 1   | ABBA – Die besten Songs der legendären Kultband                                     | 2. Nov. 2002                 |
| 2   | Hildegard Knef – Ihre schönsten Chansons, ihre größten Erfolge                      | 1. Feb. 2003                 |
| 3   | Das Beste aus „disco“ – Stars, Hits und Gags mit Ilja Richter                       | 29. März 2003                |
| 4   | Neue Deutsche Welle – … gib Gas, ich will Spaß!                                     | 3. Mai 2003                  |
| 5   | Die große deutsche Schlagerparty – Stars und Hits der 60er und 70er Jahre           | 24. Mai 2003                 |
| 6   | Disco Fever – Diskothekenhits der 1970er Jahre nonstop                              | 6. Sep. 2003                 |
| 7   | Una notte italiana – Italo-Pop nonstop                                              | 13. Sep. 2003                |
| 8   | Die große internationale Oldie-Party – Stars und Hits der 1960er Jahre nonstop      | 13. Sep. 2003                |
| 9   | Der deutsche Hitmix – Schlager am laufenden Band                                    | 3. Okt. 2003                 |
| 10  | Rockpop – Klassiker und Raritäten                                                   | 22. Nov. 2003                |
| 11  | James Last – Eine Musiklegende wird 75                                              | 17. Apr. 2004                |
| 12  | Musicals – Songs und Szenen aus den beliebtesten Bühnenerfolgen                     | 30. Apr. 2004                |
| 13  | Das Beste aus der „Hitparade“: 1969–1977 – Höhepunkte, Hits und Heck                | 27. Nov. 2004                |
| 14  | Howard Carpendale – Die einzigartige Karriere eines außergewöhnlichen Künstlers     | 3. Dez. 2004                 |
| 15  | Das Beste aus der „Hitparade“: 1978–1984 – Höhepunkte, Hits und Heck                | 10. Dez. 2005                |
| 16  | The Best Disco In Town – Diskothekenhits der 70er und 80er Jahre nonstop            | 31. Dez. 2005                |
| 17  | Fußball ist unser Leben – Die größten Hits rund um die schönste Nebensache der Welt | 9. Juni 2006                 |
| 18  | Wolfgang Petry – Von „Sommer in der Stadt“ zu „Hölle, Hölle, Hölle“                 | 6. Okt. 2006                 |
| 19  | Das Beste aus „disco“ (Teil 2) – Stars, Hits und Gags mit Ilja Richter              | 4. Nov. 2006                 |
| 20  | Boney M. – Eine Weltkarriere made in Germany                                        | 9. Dez. 2006                 |
| 21  | Das Beste aus der „Starparade“ – Erinnerungen an die große Musikshow des ZDF        | 8. Nov. 2008                 |
| 22  | Udo Jürgens – Eine Musiklegende wird 75                                             | 2. Okt. 2009                 |
| 23  | Let’s Have A Party! – Fetenhits und Partyklassiker nonstop                          | 31. Dez. 2009                |
| 24  | Get Up And Party! – Superstars und Superhits am laufenden Band                      | 31. Dez. 2010                |
| 25  | Ich find’ Schlager toll – Stars und Hits aus fünf Jahrzehnten                       | 31. Dez. 2011                |
| 26  | In the Summertime – Sommerhits und Urlaubsschlager nonstop                          | 7. Juli 2012                 |
| 27  | Die größten Hits der 80er – Schlager, Rock und Pop nonstop                          | 31. Dez. 2012                |
| 28  | Noch mehr Hits der 80er – Schlager, Rock und Pop nonstop                            | 31. Dez. 2013                |
| 29  | Wir lieben Schlager – Die größten Stars, die besten Songs                           | 31. Dez. 2014                |
| 30  | Discofox – Der große Silvester-Tanzmarathon                                         | 31. Dez. 2015                |
| 31  | Das Beste aus 10 Jahren „Pop-Show“ – Superstars und Superhits nonstop               | 31. Dez. 2016                |
| 32  | Roland Kaiser – Stationen einer Karriere                                            | 26. Aug. 2017                |
| 33  | Das Beste aus 10 Jahren „Pop-Show“ (Teil 2) – Superstars und Superhits nonstop      | 31. Dez. 2017                |
| 34  | Die größten Hits der 90er – Rock, Pop und Schlager nonstop                          | 31. Dez. 2018                |
| 35  | Noch mehr Hits der 90er – Rock, Pop und Schlager nonstop                            | 31. Dez. 2019                |
| 36  | Die schönsten Schlager der 70er – Stars und Hits nonstop                            | 31. Dez. 2020                |
| 37  | Die schönsten Schlager der 80er – Stars und Hits nonstop                            | 31. Dez. 2021                |
| 38  | Die schönsten Schlager der 90er – Stars und Hits nonstop                            | 31. Dez. 2022                |
| 39  | Das Beste aus der ZDF-Hitparty – Mit Stars und Hits ins neue Jahr                   | 31. Dez. 2023                |
| 40  | Die Besten der Besten – Weltstars, Legenden und Idole                               | 31. Dez. 2024                |

## DVD-Veröffentlichungen
Einige Folgen sind auf DVD erschienen. So die Sendungen über James Last, Wolfgang Petry, die Neue Deutsche Welle, Musicals und Die große deutsche Schlagerparty.